# العلاقات البرازيلية البوتسوانية
العلاقات البرازيلية البوتسوانية هي العلاقات الثنائية التي تجمع بين البرازيل وبوتسوانا.

## مقارنة بين البلدين
هذه مقارنة عامة ومرجعية للدولتين:
| وجه المقارنة                                              | البرازيل | بوتسوانا                       |
| --------------------------------------------------------- | --- | ------------------------------ |
| المساحة (كم2)                                             | 8.52 مليون | 581.74 ألف                     |
| عدد السكان (نسمة)                                         | 202.66 مليون | 2.29 مليون                     |
| الكثافة السكانية (ن./كم²)                                 | 23.79 | 3.94                           |
| العاصمة                                                   | برازيليا، ريو دي جانيرو | غابورون                        |
| اللغة الرسمية                                             | برتغالية برازيلية، Brazilian Sign Language ‏ | لغة إنجليزية                   |
| العملة                                                    | ريال برازيلي، كروزيرو ريال برازيلي ‏، كروزيرو البرازيلية (1990–1993)، البرازيلي كروزادو نوفو، كروزادو برازيلي، cruzeiro ‏، كروزيرو البرازيلية (1942–1967)، الريال البرازيلي (قديم) | بولا بوتسواني                  |
| الناتج المحلي الإجمالي (بليون دولار)                      | 2.06 تريليون | 17.41 مليار                    |
| الناتج المحلي الإجمالي (تعادل القوة الشرائية) بليون دولار | 3.22 تريليون | 35.84 مليار                    |
| الناتج المحلي الإجمالي الاسمي للفرد دولار أمريكي          | 8.54 ألف | 6.36 ألف                       |
| الناتج المحلي الإجمالي للفرد دولار أمريكي                 | 15.89 ألف | 16.10 ألف                      |
| مؤشر التنمية البشرية                                      | 0.754 | 0.698                          |
| رمز المكالمات الدولي                                      | +55 | +267                           |
| رمز الإنترنت                                              | .br | .bw                            |
| المنطقة الزمنية                                           | | ت ع م+02:00، توقيت وسط إفريقيا |

## منظمات دولية مشتركة
يشترك البلدان في عضوية مجموعة من المنظمات الدولية، منها:
| علم المنظمة | اسم المنظمة                        | تاريخ انضمام البرازيل | تاريخ انضمام بوتسوانا |
| ----------- | ---------------------------------- | --------------------- | --------------------- |
|             | الاتحاد البريدي العالمي            | ?                     | ?                     |
|             | يونسكو                             | 4 نوفمبر 1946         | 16 يناير 1980         |
|             | البنك الدولي للإنشاء والتعمير      | 14 يناير 1946         | 24 يوليو 1968         |
|             | منظمة التجارة العالمية             | ?                     | ?                     |
|             | وكالة ضمان الاستثمار متعدد الأطراف | 7 يناير 1993          | 15 مايو 1990          |
|             | البنك الإفريقي للتنمية             | ?                     | ?                     |
|             | الاتحاد الدولي للاتصالات           | 4 يوليو 1877          | 2 أبريل 1968          |
|             | منظمة الشرطة الجنائية الدولية      | ?                     | ?                     |
|             | مؤسسة التمويل الدولية              | 31 ديسمبر 1956        | 23 مارس 1979          |
|             | الأمم المتحدة                      | 24 أكتوبر 1945        | 17 أكتوبر 1966        |
|             | مؤسسة التنمية الدولية              | 15 مارس 1963          | 24 يوليو 1968         |
|             | منظمة حظر الأسلحة الكيميائية       | ?                     | ?                     |

## وصلات خارجية
- موقع وزارة الخارجية البرازيلية
- موقع وزارة الخارجية البوتسوانية